# Campeonato Mundial de Gimnasia Rítmica de 1998
El XXII Campeonato Mundial de Gimnasia Rítmica se celebró en Sevilla (España) entre el 6 y el 10 de mayo de 1998 bajo la organización de la Federación Internacional de Gimnasia (FIG) y la Real Federación Española de Gimnasia. Fue un campeonato solo para competiciones en grupos.

## Resultados
| Evento                           | Oro                       | Plata                | Bronce            |
| -------------------------------- | ------------------------- | -------------------- | ----------------- |
| Grupos concurso completo         | Bielorrusia · 39,366 pts. | España · 39,133 pts. | Rusia 39,132 pts. |
| Grupo (5 con pelota)             | Rusia 19,850              | Bielorrusia · 19,816 | Ucrania · 19,716  |
| Grupos (3 con cinta + 2 con aro) | España · 19,850           | Bielorrusia · 19,800 | Ucrania · 19,766  |

## Medallero
| Núm. | País        | Oro | Plata | Bronce | Total |
| ---- | ----------- | --- | ----- | ------ | ----- |
| 1    | Bielorrusia | 1   | 2     | 0      | 3     |
| 2    | España      | 1   | 1     | 0      | 2     |
| 3    | Rusia       | 1   | 0     | 1      | 2     |
| 4    | Ucrania     | 0   | 0     | 2      | 2     |

- Datos: Q2559892
- Multimedia: 1998 Rhythmic Gymnastics World Championships / Q2559892